# Голубничий, Владимир Степанович
Владимир Степанович Голубничий (укр. Володимир Степанович Голубничий; 2 июня 1936, Сумы, УССР — 16 августа 2021, Сумы, Украина) — советский легкоатлет, двукратный олимпийский чемпион в спортивной ходьбе, чемпион Европы, многократный чемпион СССР, дважды рекордсмен мира в ходьбе на 20 километров (1956 и 1959 годы). Участник 5 Олимпиад, более 20 лет жизни посвятил большому спорту, первый мировой рекорд установил в 19 лет, в последней для себя Олимпиаде участвовал в возрасте 40 лет.
Мастер спорта СССР (1955). Заслуженный мастер спорта СССР. Представлял общество «Буревестник» (Киев).

## Спортивная карьера
Первую золотую олимпийскую награду Владимир Степанович завоевал на Играх 1960 года в Риме, выиграв у австралийца Ноэля Фримена лишь 20 метров на финише. Победа далась советскому спортсмену нелегко, стояла сильная жара и лишь благодаря грамотному распределению затрат сил по ходу дистанции удалось финишировать первым.
На следующих Олимпийских играх в Токио советский спортсмен завоевал бронзовую награду, причиной тому стала травма, полученная Голубничим на предолимпийских тренировках. По ходу олимпийской дистанции от перенапряжения советский легкоатлет потерял сознание и упал, однако не был дисквалифицирован и все-таки добрался до финиша третьим.
Следующие Игры 1968 года в Мехико спортсмен завершил триумфально. Случилось это при драматических обстоятельствах, победить Голубничему помог другой советский скороход — Николай Смага, ставший забойщиком по ходу дистанции, основной задачей которого было удержание высокого темпа хода, на первых двух третях дистанции. На беговой дорожке стадиона советские спортсмены появились первыми от финиша их отделяло 300 метров, в этот момент произошло неожиданное, третьим на стадион вышел мексиканский скороход Хосе Педраса, который подгоняемый соотечественниками, нарушая правила и практически перейдя на бег, начал резко сокращать отставание. В итоге мексиканец смог обойти Смагу, и уступил Голубничему лишь 1,6 секунды. Следует отметить, что золотая медаль, выигранная Голубничем, стала первой наградой высшего достоинства на мексиканских Играх для сборной СССР.
На Олимпиаде 1972 года в Мюнхене советский скороход завоевал серебро, и это при том, что весь 1971 год был пропущен спортсменом из-за травм. На Олимпийских играх 1976 года спортсмен финиширует 7-м.
Голубничий проживал в городе Сумы, где и начинал свой спортивный путь, увлекшись легкой атлетикой в первые годы после Великой Отечественной войны.
Ежегодно осенью в Сумах проводятся соревнования по спортивной ходьбе — Кубок имени Голубничего.
В 2012 году Владимир Голубничий стал одним из 24 величайших легкоатлетов мира, чьи имена вошли в Зал славы Международной ассоциации легкоатлетических федераций (ИААФ). Зал славы ИААФ был основан в Барселоне по случаю празднования 100-летия этой международной организации. Наряду с Голубничим из украинцев в Зал вошел и многократный рекордсмен мира Сергей Бубка.

## Чемпионаты СССР
| Год  | Город          | Дистанция | Результат | Дата                   | Место |
| ---- | -------------- | --------- | --------- | ---------------------- | ----- |
| 1960 | Москва         | 20 км     | 1:33.52,0 | 15—18 июля             | I     |
| 1962 | Москва         | 20 км     | 1:32.53,8 | 11—13 августа          | II    |
| 1963 | Москва         | 20 км     | 1:32.02,0 | 9—15 августа           | II    |
| 1964 | Киев           | 20 км     | 1:30.54,8 | 27—30 сентября         | I     |
| 1965 | Алма-Ата       | 20 км     | 1:30.15,6 | 9—17 октября           | I     |
| 1966 | Днепропетровск | 20 км     | 1:31.28,2 | 12—14 августа          | II    |
| 1967 | Москва         | 20 км     | 1:28.54,0 | 28 июля—1 августа      | III   |
| 1968 | Севан          | 20 км     | 1:33.30,4 | 12—13 августа          | I     |
| 1970 | Фрязино        | 20 км     | 1:30.21,8 | 12—13 сентября         | II    |
| 1972 | Москва         | 20 км     | 1:28.54,2 | 17—20 июля             | I     |
| 1974 | Москва         | 20 км     | 1:28.21,2 | 23—26 июля             | I     |
| 1975 | Москва         | 20 км     | 1:28.02,6 | 27—30 июля             | III   |
| 1976 | Киев           | 20 км     | 1:23.55,0 | 10—12 июня, 22—24 июня | II    |

## Награды
- Орден князя Ярослава Мудрого V степени (2020)[7]
- Орден «За заслуги» І ст. (2016)[8]
- Орден «За заслуги» ІІ ст. (2007)[9]
- Орден «За заслуги» ІІІ ст. (2002)[10]
- Орден «Знак Почёта» (1969)
- Орден Трудового Красного Знамени (16.09.1960) — за успешные выступления в XVII летних и VIII зимних Олимпийских играх 1960 года, а также за выдающиеся спортивные достижения[11]
- Медаль «За трудовую доблесть» (1972)
- Почётная грамота Кабинета Министров Украины (1999)[12]